# Очинство (филм)
Очинство (енгл. Fatherhood) амерички је драмедијски филм из 2021. године, редитеља Пола Вајца и сценариста Вајца и Дејне Стивенс, темељен на мемоару Два пољупца за Меди: Мемоар о губитку и љубави из 2011. године, аутора Метјуа Логелина. Звезде филма су Кевин Харт, Алфри Вудард, Френки Фејсон, Lil Rel Howery, Деванда Вајз, Ентони Кариган, Мелоди Херд и Пол Рајзер, а прати новог оца који се бори да одгоји ћерку након изненадне смрти своје супруге.
Филм је првобитно требао бити биоскопски издат, дистрибутера Sony Pictures Releasing-а, али је продат Netflix-у усред пандемије ковида 19 и дигитално је издат 18. јуна 2021. године. Филм је добио помешане критике критичара, са критикама због свог формуларног приступа, али су добиле похвале емоционална тежина и Хартов наступ одбојног типа.

## Радња
Млади отац који је остао удовац бори се са сумњама, страховима, тугом и прљавим пеленама кад одлучи да се сам брине о својој ћерки.

## Улоге
| Глумац          | Улога         |
| --------------- | ------------- |
| Кевин Харт      | Метју Логелин |
| Мелоди Херд     | Меди Логелин  |
| Алфри Вудард    | Марион        |
|                 | Џордан        |
| Деванда Вајз    | Лизи Свон     |
| Ентони Кариган  | Оскар         |
| Пол Рајзер      | Хауард        |
| Дебора Ајоринде | Лиз Логелин   |
| Тенеиша Колинс  | гђа Бернс     |
| Френки Фејсон   | Мајк          |